# 长羽蕨
长羽蕨（学名：Pteridium lineare）为蕨科蕨属下的一个种。

## 扩展阅读
- 維基物種上的相關：长羽蕨